# Караклајић
Караклајић је српско презиме, настало од турског придева кара, што значи „црни“, а надимак „Клаја“ од српскохрватске речи кљаст, што значи „сакат“. Презиме се историјски налази у соколским нахијским селима Заовине, Растиште, Перућац и Брасина. Заовински Караклајићи су се доселили из Бијелог Поља, а раније из Куча; из Заовина су били Растиште Караклајићи. Данас се налази и у Шаренику. Везано је за презиме Караклаја које је настало директно из надимка; користио га је хајдук Иво Матовић из Ивањице (1868), иако се раније као презиме налазило у селу Мајдану (1825) и у Ужицу (1866).
Познате особе са овим презименом су:
- Никола Караклајић (рођен 1995), српски фудбалер
- Никола Караклајић (рођен 1926 - 2008), шаховски мајстор и радио-личност
- Дејан Караклајић (рођен 1946), српски телевизијски и филмски редитељ
- Ђорђе Караклајић (1912 - 1986), српски композитор
- Радмила Караклајић (рођена 1939), српска певачица